# Grupo Tácito
El Grupo Tácito fue un grupo de intelectuales, políticos y periodistas españoles, algunos de ellos provenientes del franquismo y otros de la oposición democrática y monárquica a la dictadura que en la década de 1970, apostaron por una salida democrática al régimen dictatorial y que tuvieron influencia en distintos sectores vinculados al sistema, estando activos durante el periodo de la Transición española entre 1973 y 1976.
Se considera fundadores del grupo a Alfonso Osorio, Fernando Álvarez de Miranda y Abelardo Algora, cuando en 1973, en el Colegio Mayor Universitario San Pablo de Madrid, encabezan una iniciativa que aglutinaba a políticos y periodistas que comenzaron a publicar artículos en una veintena de periódicos de España bajo el seudónimo de Grupo Tácito en los que aportaban las ideas democristianas (y más tarde también las liberales) para superar el régimen dictatorial dentro de un proyecto reformista, no rupturista, próximo a lo que serían después las tesis de Unión de Centro Democrático. El proyecto surgió dentro de algunos miembros de la dirección de la Asociación Católica Nacional de Propagandistas.

## Creación y proyecto
El 27 de abril de 1973, Osorio y Algora, junto con otros contactados, habían redactado lo que se considera el documento de creación y un diseño de las tareas clave, a saber: incorporar y aglutinar a los democristianos que, dentro o fuera del régimen, estuvieran a favor de una respuesta democrática al fin del franquismo; hacer saber a la opinión pública, a través de la prensa que controlaba la Asociación Católica Nacional de Propagandistas (Diario Ya) y otros medios, las propuestas, no a título individual sino de manera colectiva mediante la firma con seudónimo; el grupo no tenía por objetivo constituirse en formación política; defensa del pluralismo político, lo que llevará a aceptar la incorporación de liberales al proyecto; defensa de la Declaración Universal de los Derechos Humanos; soberanía popular y aconfesionalidad del Estado; respeto a la legalidad establecida, aunque pudiera limitar la actividad del grupo, considerando que las leyes son todas reformables; incorporar al pensamiento nacional el que se consideraba verdadero sentido del Concilio Vaticano II, explicitado en dos encíclicas (Pacem in terris y Mater et magistra), en la constitución pastoral, Gaudium et spes, y en la declaración Dignitatis humanae. El grupo se apoyó en la Editorial Católica, el Diario Ya y en la agencia de noticias Colpisa, además de un grupúsculo de empresas creadas expresamente para sortear las prohibiciones asociativas de la dictadura. Se autodenominó "Tácito" por el historiador y político latino Tácito, del que se consideraban influenciados.

## Integrantes
Sus miembros más conocidos fueron, además de Abelardo Algora y Alfonso Osorio, Eduardo Carriles, Pío Cabanillas, Íñigo Cavero, Leopoldo Calvo Sotelo, Jaime Cortezo, Landelino Lavilla, Alejandro Royo-Villanova, Marcelino Oreja Aguirre, José Joaquín Puig de la Bellacasa, José Luis Álvarez, Juan Antonio Ortega y Díaz-Ambrona, José Giménez Mellado, Fernando Álvarez de Miranda, Andrés Reguera Guajardo, José Manuel Otero Novas, Juan Carlos Guerra Zunzunegui, Gabriel Cañadas, Joaquín Satrústegui, Gabriel Peña, José María Sanz Pastor, Juan Muñoz, Ignacio Gómez Acebo, Juan José Franch, León Buil y Óscar Alzaga.

## Desarrollo
La actividad del Grupo Tácito se puede considerar activa desde 1970 hasta 1976, cuando Adolfo Suárez asume la Presidencia del Gobierno y se precipita el proceso de reforma política y el debate previo sobre Reforma o Ruptura.
El grupo se mantuvo homogéneo hasta el otoño de 1973, cuando el propio Osorio se mostró contrario a un proceso que no fuera la reforma de las Leyes Fundamentales, descartando cualquier ruptura. Después, otro momento crítico fue cuando el último Presidente de gobierno del franquismo, Carlos Arias Navarro, presentó el proyecto de tímida legalización de asociaciones políticas, el denominado espíritu del 12 de febrero en 1974, que constituyó el máximo aperturismo del franquismo sociológico. Si bien la inmensa mayoría de los miembros se mostraron contrarios a la reforma Arias por considerarla muy insuficiente, Tácito abrió a partir de ese momento una brecha con una parte notable de los aperturistas más próximos a la dictadura, como Manuel Fraga, Federico Silva Muñoz (que había participado en los inicios del grupo), Laureano López Rodó y los vinculados al Opus Dei, Fernández Miranda e Íñigo Cavero, absolutamente contrarios al proyecto de Arias, abandonaron Tácito también, al menos formalmente.
En general, estos movimientos se verían reflejados año y medio más tarde con las dos formaciones políticas de la derecha española: Unión de Centro Democrático y Alianza Popular, que respondían al perfil de esta división.

## Camino de la política de partidos
A principios de 1975, meses antes de la muerte del dictador, las tensiones en Tácito se presentaron cuando se debatió la posibilidad de crear un partido político al amparo del Estatuto de Asociaciones de 1974. Este debate, junto con los contactos llevados a cabo por Tácito con el bloque que representaba en aquel momento Manuel Fraga, la Junta Democrática, el Equipo Demócrata Cristiano del Estado Español y el Partido Socialista Obrero Español, crearon una situación de total inestabilidad en la que, en ocasiones, el grupo estaba al borde de la desaparición por la renuncia de sus miembros, y en otros momentos participaban en su seno hombres como Fraga y Juan José Rosón, que habían rechazado en varias ocasiones su participación. Es el tiempo en el que las alianzas personales y grupales están marcadas por el inmediato horizonte del proceso democratizador que se adivina. Los encuentros con el entonces Príncipe, Juan Carlos de Borbón, y con su padre Juan de Borbón, en Portugal, desvelaban que la muerte de Franco abriría un proceso democrático.
Muerto el dictador y declarado Rey de España y Jefe del Estado Juan Carlos I, Tácito se mostró siempre favorable al monarca. El nombramiento de Adolfo Suárez como Presidente del Gobierno, un hombre desconocido y ajeno a Tácito provocó reacciones de sorpresa no exentas de disgusto. A la vez, Suárez se rodeó de algunos de los tácitos más destacados para ministros clave como Osorio, Calvo Sotelo, Landelino Lavilla o Marcelino Oreja. Las alianzas posteriores y la legalización de los partidos políticos representaron una nueva etapa y el fin de Tácito.

## Problemas con el régimen
El Grupo Tácito no estuvo exento de problemas con la dictadura aunque muchos de sus miembros habían sido o eran altos cargos de la Administración General del Estado. La Brigada Político-Social pasaba información de sus movimientos a la Presidencia del gobierno; en varias ocasiones fueron censurados sus artículos, o cerrado el Diario Ya (en 1975 por el artículo "Los sucesores") o censuradas las editoriales de los propios medios de comunicación. Tácito se mostró también a favor de los condenados en el proceso de Burgos, lo que le valió la investigación de la vida personal, familiar y laboral de muchos de sus miembros.

## Semilla de formaciones políticas
Desde 1976, las formaciones políticas que surgen con vinculación mayor o menor al grupo son muchas: el Partido Popular de 1976 encabezado por Pío Cabanillas y José María de Areilza; el Partido Popular Demócrata Cristiano de Fernando Álvarez de Miranda, Íñigo Cavero y Óscar Alzaga y la Izquierda Democrática Cristiana, fueron algunos de ellos, y germen de lo que sería después la Unión de Centro Democrático.